# Vysokofrekvenční transformátor
Vysokofrekvenční transformátor je transformátor s vysokým pracovním kmitočtem - vysoká frekvence, od několika kHz až do desítek MHz. Jádro pro VF transformátory je nejčastěji z feritu, ale může být i vzduchové.
Jedním z příkladů je Teslův transformátor, který využívá vzduchové jádro.

## Princip a konstrukce

### Princip
Je shodný s ostatními transformátory. Primární cívka vytváří elektromagnetické pole, které se v čase mění. Indukuje se tak elektrický proud v sekundární cívce.

### Konstrukce
Je podobná ostatním transformátorům. Hlavní rozdíl je v magnetickém obvod. Používají se feritová jádra v magnetickém obvodu pro snížení ztrát vířivými proudy a ztráty hysterézní.

## Výhoda vysoké frekvence
Transformátor dosahuje vysoké účinnosti, transformátor lze vyrobit menší - potřeba méně materiálu, nižší výrobní náklady, rozměrově je aplikovatelný do miniaturních prostor. Vysokofrekvenční transformátor je vhodný pro měniče a spínané zdroje. 